# Her-Story
Her-Story es un cortometraje de temática feminista de 2017 realizado para Vogue Germany, dirigido por los fotógrafos Iango Henzi y Luigi Murenu y protagonizado por la cantante estadounidense Madonna. La película, de doce minutos de duración y dividida en ocho capítulos, fue estrenada en las cuentas de YouTube y Facebook de la cantante el Día Internacional de la Mujer. El lanzamiento del corto vino acompañado de tres portadas distintas y una sesión de fotos publicada en marzo de 2017 para la edición alemana de la revista Vogue.

## Descripción

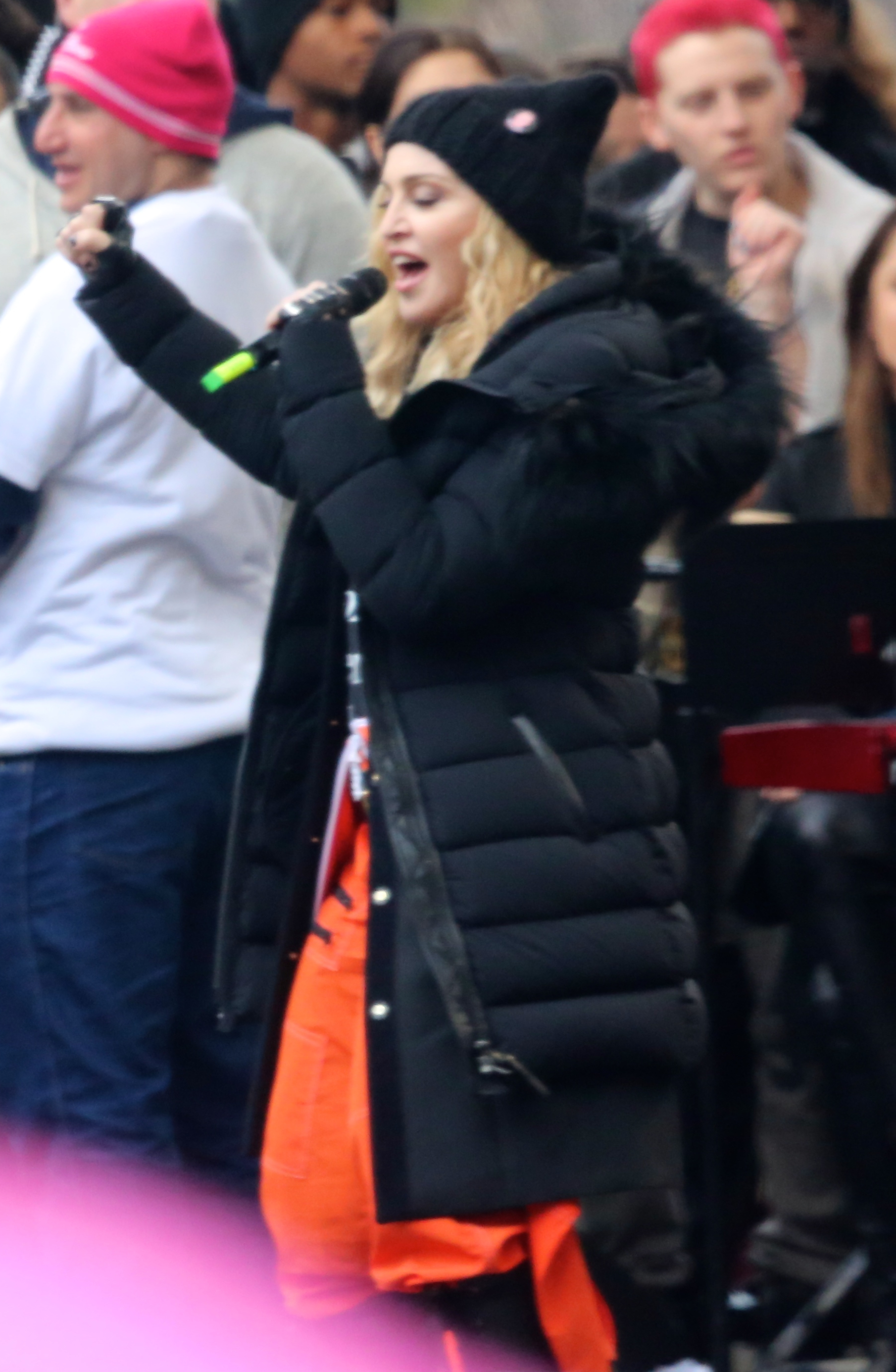
Madonna durante la Marcha de las Mujeres de 2017, pronunciando el discurso del cual se escucha un fragmento en el cortometraje.

El cortometraje, que intenta unir música, danza, moda y la reivindicación de la lucha por la igualdad de género, está dedicado «a todas las mujeres que luchan por la libertad» (to all women that fight for freedom).
La película muestra imágenes en blanco y negro de un escenario opresivo. De fondo se escucha una parte del polémico discurso que Madonna pronunció durante la Marcha de las Mujeres en Washington D. C. el 21 de enero de 2017:

Welcome to the revolution of love – our refusal, as women, to accept this new age of tyranny, where not just women are in danger but all marginalised people. Where being uniquely different might truly be considered a crime. The revolution starts here.
Bienvenidos a la revolución del amor, nuestra negativa como mujeres a aceptar esta nueva era de tiranía, donde las mujeres no son las únicas en riesgo, sino todas las personas marginadas, y donde simplemente ser diferente puede considerarse un delito. La revolución comienza ahora.

Aparece la cantante con un atuendo autoritario, fumando un cigarrillo y paseando con dos perros amenazantes como líder de una revolución feminista. Luego se le une un grupo de mujeres andróginas igualmente desafiantes. Otras escenas presentan danzas interpretativas e imágenes religiosas contrastadas con fondos opresivos. Finalmente, aparece una Madonna alada con una soga al cuello que transita por azoteas de la ciudad de Nueva York.
El vídeo finaliza con dos figuras que sostienen una pancarta con la frase We should all be feminists («Todos deberíamos ser feministas»), y cierra con el mensaje Women’s rights are human rights («Los derechos de las mujeres son derechos humanos»), frase pronunciada por la primera dama de los Estados Unidos Hillary Clinton en septiembre de 1995 durante el IV Conferencia Mundial sobre la Mujer de la ONU en Pekín.

## Música y reparto
La música estuvo a cargo del productor y músico francés David Chalmin. Las canciones que suenan son «Virgin Mary», introducción de la gira The MDNA Tour (2012) de Madonna, y «Billy Goat», de Libby Larkin. Las personas que aparecen en el cortometraje son:
- Madonna
- Soko
- Libby Larkin
- Julia Cumming
- Baylee Olsen
- McCall Olsen